# Muláj Rasíd
Moulay Rachid, (arab: الأمير مولي رشيد بن الحسن) (Rabat, 1970. június 20. –), marokkói herceg. II. Hasszán (1929–1999) és felesége, Lalla Latifa Amahzún fia. Nemzetközi politikából szerzett doktorátust. 1994-ben a Marokkói Haditengerészet ezredese lett, 2000 júliusában pedig dandártábornokká léptették elő. Jelenleg a marokkói trónöröklési sorrendben a második helyen áll.

## Külső hivatkozások angolul
- Hassan II Golf Trophy
- King of Hearts
- The greatest visionary leader
- Together For a Better World